# Sam Hargrave
Sam Hargrave es un coordinador de dobles, doble, actor y director estadounidense. Es mejor conocido por sus colaboraciones con los hermanos Russo, incluyendo ser el coordinador de especialistas de varias películas del Universo cinematográfico de Marvel. La pareja también escribió y produjo el debut como director de Hargrave, Extraction (2020). Hargrave también se desempeñó como director de segunda unidad en la segunda temporada de The Mandalorian.

## Filmografía

### Director
Cortometrajes
- Reign (2007)
- Seven Layer Dip (2010, codirector)
- Love and Vigilance (2012, codirector)
- Game Changer (2013)
- The Shoot (2019)

Largometrajes
- Extraction (2020)
- Extraction 2 (2023)
- Extraction 3 (TBA)[5]

### Actor
| Año  | Título                | Papel                                |
| ---- | --------------------- | ------------------------------------ |
| 2003 | The Pink House        | Punk at Painting                     |
| 2006 | Safe                  | Guard #1                             |
| 2006 | Superman Unplugged    | Superman / Clark Kent                |
| 2006 | Crooked               | Luchador                             |
| 2006 | Driving to Zigzigland | Luchador #1                          |
| 2007 | T.K.O.                | Nicolas                              |
| 2009 | Angel of Death        | Chip                                 |
| 2009 | Blood and Bone        | Manuel                               |
| 2010 | Once Fallen           | Axel                                 |
| 2010 | Actos de violencia    | Peter                                |
| 2010 | The King of Fighters  | Mr.Big                               |
| 2010 | Seven Layer Dip       | Sam                                  |
| 2011 | Shtarkers             | Ladrón 2                             |
| 2011 | Conan el Bárbaro      | Pict #1 / Horse Warrior              |
| 2011 | Fatal                 | Shawn                                |
| 2012 | Shtarkers: Tough Guys |                                      |
| 2012 | Love and Vigilance    |                                      |
| 2014 | Bad Choice            | The Guy                              |
| 2014 | Blood Runs Black      | Oficial de Policía                   |
| 2015 | Unlucky Stars         | Sam                                  |
| 2017 | Atómica               | James Gascoigne                      |
| 2017 | The Saint             | Guardia de Seguridad #1              |
| 2019 | Avengers: Endgame     | Conductor del camión de Nueva Asgard |
| 2019 | The Shoot             | Espía seductor                       |
| 2020 | Aves de presa         | Mercenario                           |
| 2020 | Extraction            | Gaetan/"G"                           |
| 2023 | Extraction 2          | Ditchdigger                          |

### Coordinador de dobles
- Mad Cowgirl (2006)
- Dexter (2006)
- T.K.O. (2007)
- Reign (2007)
- The P.A. (2008)
- The Truth Is Underrated (2008)
- Trust Me (2009)
- Once Fallen (2010)
- Actos de violencia (2010)
- Conan el Bárbaro (2011)
- Trespass (2011)
- The Cyclist (2012)
- Jackman (2012)
- Love and Vigilance (2012)
- The Host (2013)
- Game Changer (2013)
- Los juegos del hambre: en llamas (2013)
- Los juegos del hambre: Sinsajo - Parte 1 (2014)
- Los juegos del hambre: Sinsajo - Parte 2 (2015)
- Capitán América: Civil War (2016)
- The Accountant (2016)
- Escuadrón Suicida (2016)
- Atómica (2017)
- Wolf Warrior 2 (2017)
- Avengers: Infinity War (2018)
- Deadpool 2 (2018)
- Avengers: Endgame (2019)